# Stazione di Sistiana-Visogliano
La stazione di Sistiana-Visogliano è una fermata ferroviaria del Friuli-Venezia Giulia che si trova sul tratto ferroviario compreso tra Monfalcone e Trieste, facente parte della linea ferroviaria Venezia-Trieste e della linea ferroviaria Udine – Trieste.
La fermata assume la doppia denominazione Sistiana-Visogliano in quanto essa si trova al confine fra le due frazioni del comune di Duino-Aurisina. Fino al 1923 era denominata Malchina-Sistiana.

## Strutture e impianti
Il fabbricato viaggiatori è una costruzione in muratura ad un solo piano.
Il piazzale è dotato di due binari senza comunicazioni, entrambi serviti da una banchina e collegati da un sottopassaggio.

## Movimento
La fermata è servita da treni regionali svolti da Trenitalia nell'ambito del contratto di servizio stipulato con le Regioni interessate.

## Servizi
La fermata, che RFi classifica nella categoria bronze, dispone dei seguenti servizi:
- Biglietteria automatica

## Interscambi
- Fermata autobus